# Carin Jennings-Gabarra
Carin Jennings-Gabarra, nacida el 9 de enero de 1965, es una exfutbolista estadounidense que jugó en la selección femenina de fútbol de los Estados Unidos y la actual entrenadora de fútbol de la United States Naval Academy. Es miembro del National Soccer Hall of Fame.

## Biografía
Nacida en East Orange, Nueva Jersey , Jennings-Gabarra creció en Rancho Palos Verdes, California, donde asistió a la Escuela Secundaria Palos Verdes de 1980 a 1983. Durante sus cuatro temporadas jugando fútbol en la escuela secundaria, marcó 226 goles y fue cuatro- tiempo High School All-American y tres veces jugador más valioso de California .
Después de la escuela secundaria, Jennings-Gabarra asistió a la Universidad de California, Santa Bárbara, donde jugó en el equipo de fútbol femenino UC Santa Barbara Gauchosde 1983 a 1986. En 1984, Jennings-Gabarra estableció los récords de temporada única de fútbol femenino de la División I de la NCAA para goles (34), goles por partido (1.55), puntos (80) y puntos por partido (3.64).
Terminó su carrera universitaria con numerosos récords de fútbol femenino de la NCAA División I, incluidos 102 goles marcados, 1.29 goles por partido, 60 asistencias, 0.76 asistencias por partido, 264 puntos y 3.34 puntos por partido.
Fue nombrada All-American del segundo equipo en 1984 y 1985 y All-American del tercer equipo en 1987. Se graduó de la UCSB en 1987 con una licenciatura en administración de empresas. Gabarra fue nombrado el Atleta de la década de la escuela y en 1991 la universidad introdujo a Gabarra en su Salón de la Fama.
En 2000, Soccer America seleccionó a Jennings-Gabarra para su equipo universitario del siglo . 

## Trayectoria
Jennings-Gabarra tocó con The Los Angeles Blues (ahora el Southern California Blues ) y luego con Southern California Ajax de Manhattan Beach, California . En 1992 y 1993, Ajax ganó la Copa Nacional Amateur de USASA. Jennings y el defensor Joy Biefeld-Fawcett eran miembros del equipo de fútbol femenino del club Manhattan Beach Ajax a fines de la década de 1980 y principios de la década de 1990, y jugaban habitualmente en Columbia Park en Torrance, California . En 1991, Ajax ganó el campeonato de mujeres amateur de Estados Unidos.
En 1993, Los Angeles United de la Continental Indoor Soccer League seleccionó a Jennings.

## Selección nacional
La fama de Jennings-Gabarra se basa en sus logros con el equipo nacional de fútbol femenino de los Estados Unidos . Durante su carrera de diez años, que abarca desde 1987 hasta 1996, ganó 117 partidos y marcó 53 goles.

### Copa Mundial de 1991
A principios de la década de 1990, Jennings-Gabarra era parte de la " Espada de triple filo " del equipo nacional . El término, acuñado por los medios chinos durante la Copa Mundial Femenina de la FIFA 1991 , incluyó a otros dos goleadores prolíficos, April Heinrichs y Michelle Akers . De esos tres jugadores, Akers anotó diez goles en la Copa del Mundo para reclamar la Bota de Oro, mientras que Jennings-Gabarra agregó seis como el segundo máximo anotador del torneo. Jennings ayudó a la selección nacional de Estados Unidos a ganar la primera Copa Mundial femenina .También fue seleccionada como la ganadora del Golden Ball Award como la mejor jugadora del torneo.

### Copa Mundial de 1995
En 1995, Jennings-Gabarra y sus compañeros de equipo se quedaron cortos en la Copa Mundial Femenina de la FIFA de 1995 , perdiendo ante Noruega en las semifinales. Gabarra con su equipo terminó en tercer lugar en Suecia en 1995, con una victoria por 2-0 sobre China en el partido por el tercer puesto en los playoffs.

### Juegos Olímpicos de 1996
En 1996, Estados Unidos ganó el primer torneo olímpico de fútbol femenino. Después del torneo, se retiró del fútbol internacional.

### Partidos y goles marcados en torneos olímpicos y de la Copa Mundial
Carin Jennings-Gabarra compitió en los Juegos Olímpicos de Atlanta 1996 , China 1991 y Suecia 1995 torneos de la Copa Mundial Femenina de la FIFA ; Jugó 16 partidos y marcó 6 goles en esos 3 torneos mundiales. Jennings-Gabarra con sus equipos ganó una medalla de oro en Atlanta, terminó primero en China 1991 y tercero en Suecia 1995.